# Chaoyang (sockenhuvudort i Kina, Liaoning Sheng, lat 40,46, long 123,55)
Chaoyang är en sockenhuvudort i Kina. Den ligger i provinsen Liaoning, i den nordöstra delen av landet, omkring 150 kilometer söder om provinshuvudstaden Shenyang. Antalet invånare är 13 030. Befolkningen består av 6 245 kvinnor och 6 785 män. Barn under 15 år utgör 15,0 %, vuxna 15-64 år 72 %, och äldre över 65 år 11,0 %.
Runt Chaoyang är det ganska tätbefolkat, med 108 invånare per kvadratkilometer. Närmaste större samhälle är Hanghuadian, 13,0 km nordväst om Chaoyang. Omgivningarna runt Chaoyang är en mosaik av jordbruksmark och naturlig växtlighet.
Genomsnittlig årsnederbörd är 1 284 millimeter. Den regnigaste månaden är juli, med i genomsnitt 441 mm nederbörd, och den torraste är januari, med 10 mm nederbörd.